# Ben O'Connor (cyclisme)
Pour les articles homonymes, voir Ben O'Connor.
Ben Alexander O'Connor, né le 25 novembre 1995, est un coureur cycliste australien. À partir de 2025, Ben O'Connor rejoint Jayco-AlUla, pour une période initiale de 2 saisons. Son palmarès comprend notamment une étape du Tour d'Italie 2020, deux étapes du Tour de France et une étape du Tour d'Espagne 2024.

## Biographie

### Débuts en Australie
Ben O'Connor commence sa carrière internationale en 2015 avec l'équipe continentale australienne Navitas Satalyst Racing. L'année suivante, il se fait remarquer dans le peloton professionnel  au sein de l'équipe Avanti IsoWhey Sports, avec qui, il remporte la New Zealand Cycle Classic et termine troisième des classements généraux du Tour de Taïwan et du Tour de Savoie Mont-Blanc. Ces résultats lui permettent d'attirer l'attention de quelques formations du World Tour. Au mois d'octobre 2016, il rejoint finalement l'équipe sud-africaine Dimension Data. 

### 2017-2020: Dimension Data/NTT
En 2017, il est souvent cantonné à un rôle d'équipier, étant rarement autorisé à jouer sa carte personnelle. Il se voit tout de même offrir de jouer sa carte sur le Tour d'Autriche. Lors de la cinquième étape, longue de plus de 200 kilomètres, il s'échappe et prend le meilleur sur le local Riccardo Zoidl pour remporter en solitaire la première victoire en Europe de sa carrière. Ce succès lui permet de se replacer au classement général, terminant finalement à la 5e place.
Il continue sa progression en 2018. Après une onzième place au Tour de Catalogne, il apparaît comme l'un des hommes forts de Dimension Data. Au Tour des Alpes, il parvient à se battre avec les meilleurs lors de la troisième étape pour faire partie d'un groupe réduit en tête de course. À proximité de l'arrivée, il profite du marquage entre les favoris pour s'isoler en tête et remporter en solitaire une nouvelle victoire prometteuse. Il se classe septième et  meilleur jeune de la course. Il enchaîne par son premier grand tour, le Tour d'Italie qu'il doit abandonner sur chute (fracture de la clavicule) lors de la dix-neuvième étape alors qu'il occupe la 12e place au classement général. En fin de saison, il termine dixième du Trofeo Matteotti.
Comme l'ensemble de son équipe, il ne connait guère de résultats lors de la saison 2019. Il se distingue tout de même lors du Tour d'Autriche, seulement devancé par Ben Hermans lors de la quatrième étape et prenant la sixième place au général. Sur le Tour d'Espagne, il réalise deux tops 15, 13e de la onzième étape et 6e de la quinzième étape. 
Lors de la saison 2020, l'équipe est renommée NTT Pro Cycling. O'Connor s'illustre dès sa première course par étapes en février, où il gagne la 4e étape de l'Étoile de Bessèges au sommet du difficile Mont Bouquet. Après une période sans performances notables, il s'illustre en octobre sur le Tour d'Italie. Deuxième de la 16e étape où il est lâché dans les derniers mètres par son compagnon d'échappée Jan Tratnik, il s'impose en solitaire le lendemain à Madonna di Campiglio, après avoir distancé tous les membres de l'échappée matinale. Il s'agit de son premier succès sur un grand tour.

### 2021-2024: AG2R Citroën
En octobre 2020, au lendemain de sa victoire d'étape sur le Tour d'Italie, Ben O'Connor rejoint l'équipe française AG2R Citroën pour 2021, signant un contrat d'une saison. Quelques mois plus tard, il prolonge son contrat avec AG2R Citroën jusqu'à 2024. Lors de l'année 2021, il effectue la meilleure saison de sa carrière. En février, il est seizième du Tour de La Provence, puis cinquième du Tour des Alpes-Maritimes et du Var. Par la suite, il se montre régulier sur les courses par étapes du World Tour : douzième de Paris-Nice, sixième du Tour de Romandie et huitième du Critérium du Dauphiné. Pour sa première participation au Tour de France, il est victime de deux chutes en début de course et perd plus de trois minutes après les deux premières étapes. Lors de la 9e étape, au terme d'une échappée il s'impose en solitaire avec plus de cinq minutes d'avance sur la montée de Tignes et se replace à la deuxième place provisoire du général. Même s'il perd des places les jours suivants, il termine finalement quatrième de cette édition de la Grande Boucle. Il n'obtient aucun résultat notable sur la fin de saison.
Septième du Tour d'Andalousie pour sa reprise, il doit ensuite abandonner Paris-Nice en raison d'une grippe, alors qu'il occupe la onzième place du général à mi-course. Quinze jours plus tard, il s'impose en solitaire au sommet de la Molina lors de la 3e étape du Tour de Catalogne. Il prend la tête du classement général, mais la perd dès le lendemain et termine finalement sixième du classement général final. Le 16 avril, il gagne le Tour du Jura à l'issue d'un sprint à deux face à Jesús Herrada. Très régulier, il confirme en étant cinquième du Tour de Romandie et surtout troisième du Critérium du Dauphiné derrière les deux grimpeurs de Jumbo-Visma Primož Roglič et Jonas Vingegaard. Il s'agit de son premier podium sur une course par étapes du World Tour. Chef de file de son équipe pour le Tour de France, il chute à deux reprises lors de la deuxième puis la huitième étape. Blessé au moyen fessier droit, il abandonne durant la deuxième journée de repos. Il vise alors le Tour d'Espagne pour la fin de saison. Pas à son meilleur niveau, il termine septième au classement général, avec quelques top 10 sur des étapes, mais sans être en mesure de se battre pour une victoire d'étape.
O'Connor commence 2023 par une septième place sur son championnat national puis une sixième au Tour Down Under. Treizième de Tirreno-Adriatico puis quatorzième du Tour de Catalogne en mars, ces résultats sont considérés comme des déceptions. En juin, il se relance dans le Critérium du Dauphiné qu'il termine en troisième position, ce qui fait de lui un prétendant au podium du Tour de France, mais il ne le finit qu'à la dix-septième place.
Il participe à son premier critérium d'après Tour de France dans l'hexagone à l'occasion du Critérium International de Vayrac dans le Lot remporté par le français Tony Gallopin.
Il entame parfaitement la saison 2024, en s'imposant dès sa première course, sur le Tour de Murcie. Le 21 février, il s'impose lors de la 3e étape du Tour des Émirats arabes unis avec cinq secondes d'avance sur ses poursuivants à la suite du travail de son coéquipier Valentin Paret-Peintre. Il termine ce tour émirati à la deuxième place du classement général à deux secondes du vainqueur Lennert Van Eetvelt. Après des places d'honneur à Tirreno-Adriatico (cinquième) et au Tour des Alpes (deuxième), il participe au Tour d'Italie où il termine quatrième du classement général. Le 22 août, il remporte en solitaire la 6e étape du Tour d'Espagne, avec 6 minutes 31 d'avance sur le peloton des favoris. Il devient ainsi le 111e coureur à avoir remporté une étape sur chacun des trois grands tours. Il s'empare aussi du maillot rouge de leader du classement général avec une avance de 4 min 51 s sur Primož Roglič. Ce dernier refait son retard au fil des jours, et Ben O'Connor finit par abandonner la tunique de leader après 13 jours en rouge. Il termine la course à la 2e place du classement général (meilleure place pour un Australien sur le Tour d’Espagne), 2 min 36 secondes derrière le Slovène. Le 29 septembre, il termine deuxième de la course en ligne masculine des championnats du monde sur route à Zurich, dominée par Tadej Pogačar.

### 2025: Jayco AlUla
O'Connor signe avec l'équipe Jayco AlUla pour les saisons 2025 et 2026. Il commence la saison par une dixième place sur le Tour de la Communauté valencienne, une quatorzième sur Paris-Nice et une douzième sur le Tour de Catalogne. Il prépare sa venue sur le Tour de France avec une septième place sur le Tour de Suisse. Le 24 juillet 2025, il remporte la 18e étape du Tour de France 2025, étape-reine de cette édition, se terminant au sommet du Col de la Loze.

## Palmarès et résultats

### Palmarès par année
| - 2016 - New Zealand Cycle Classic : - Classement général - 4e étape - 3e du championnat d'Australie du contre-la-montre espoirs - 3e du Tour de Taïwan - 3e du Tour de Savoie Mont-Blanc - 2017 - 5e étape du Tour d'Autriche - 2018 - 3e étape du Tour des Alpes - 2020 - 4e étape de l'Étoile de Bessèges - 17e étape du Tour d'Italie - 2021 - 9e étape du Tour de France - 4e du Tour de France - 6e du Tour de Romandie - 8e du Critérium du Dauphiné - 2022 - 3e étape du Tour de Catalogne - Tour du Jura - 3e du Critérium du Dauphiné - 5e du Tour de Romandie - 6e du Tour de Catalogne - 7e du Tour d'Espagne | - 2023 - 3e du Critérium du Dauphiné - 6e du Tour Down Under - 7e du Grand Prix cycliste de Montréal - 2024 - Champion du monde du contre-la-montre par équipes en relais mixte - Tour de Murcie - 3e étape du Tour des Émirats arabes unis - 6e étape du Tour d'Espagne - Médaillé d'argent du championnat du monde sur route - 2e du Tour d'Espagne - 2e du Tour des Émirats arabes unis - 2e du Tour des Alpes - 4e du Tour d'Italie - 5e de Tirreno-Adriatico - 2025 - 18e étape du Tour de France - 7e du Tour de Suisse |  |

### Résultats sur les grands tours

#### Tour de France
4 participations
- 2021 : 4e, vainqueur de la 9e étape
- 2022 : non-partant (10e étape)
- 2023 : 17e
- 2025 : 11e, vainqueur de la 18e étape

#### Tour d'Italie
4 participations
- 2018 : abandon (19e étape)
- 2019 : 32e
- 2020 : 20e, vainqueur de la 17e étape
- 2024 : 4e

#### Tour d'Espagne
3 participations
- 2019 : 25e
- 2022 : 7e
- 2024 : 2e, vainqueur de la 6e étape,  maillot rouge pendant 13 jours

### Classements mondiaux
| Année                                 | 2015 | 2016 | 2017 | 2018 | 2019 | 2020 | 2021 | 2022 | 2023 | 2024 |
| ------------------------------------- | ---- | ---- | ---- | ---- | ---- | ---- | ---- | ---- | ---- | ---- |
| UCI World Tour                        |      | nc   | 258e | 175e |      |      |      |      |      |      |
| Classement mondial                    |      | 480e | 447e | 378e | 535e | 194e | 40e  | 39e  | 53e  | 4e   |
| UCI Europe Tour                       | nc   | 967e | 567e | 458e |      |      |      |      |      |      |
| UCI Asia Tour                         | nc   | 107e | 158e | nc   |      |      |      |      |      |      |
| UCI Oceania Tour                      | 58e  | 31e  | nc   | 94e  | 31e  | 14e  | 2e   | 3e   | 4e   | 1er  |
|                                       |      |      |      |      |      |      |      |      |      |      |
| Légende : nc = non classéSource : UCI |      |      |      |      |      |      |      |      |      |      |